# Peter Henlein

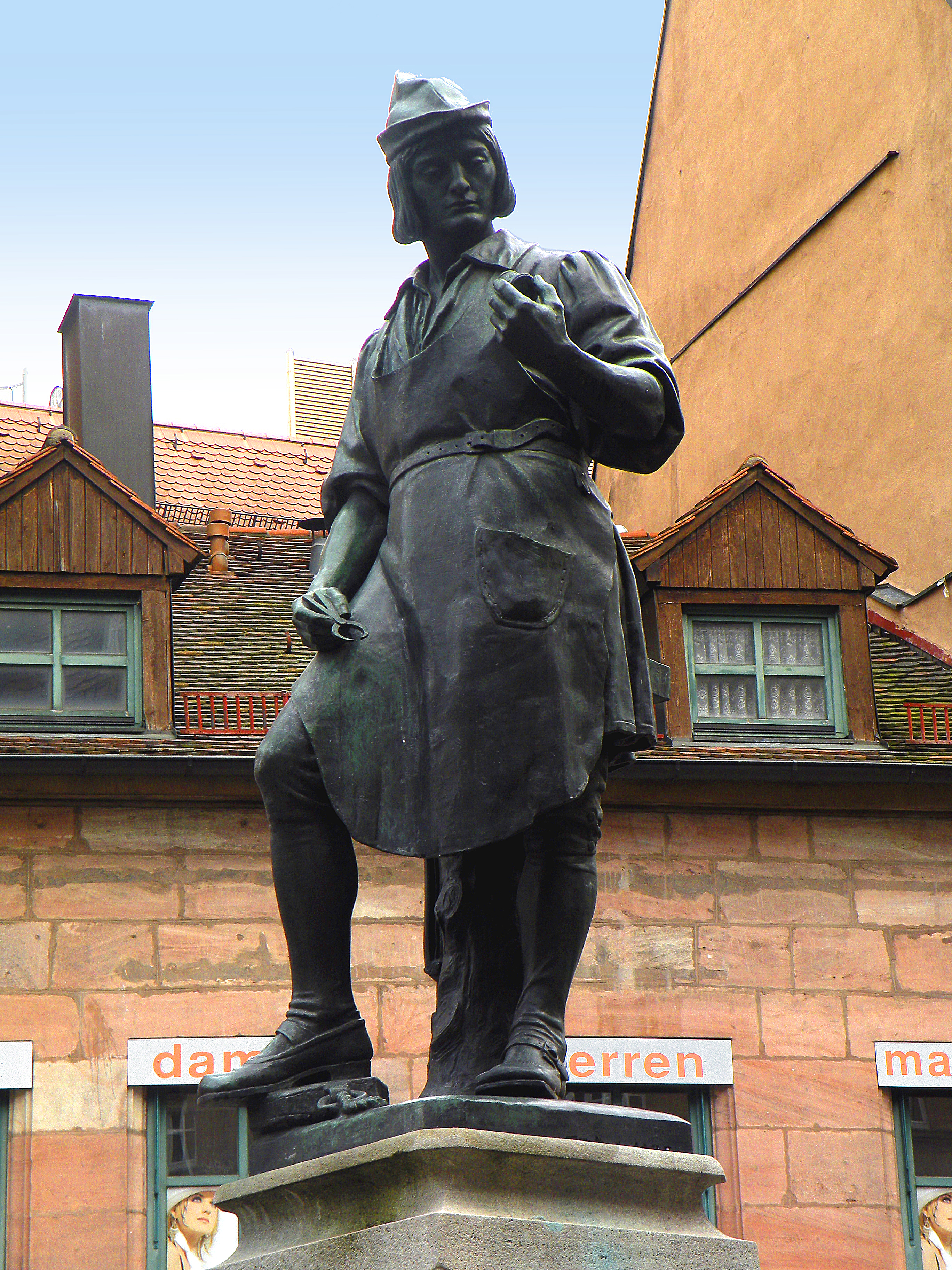
Nürnberger Denkmal von Max Meißner, 1905, Brunnenfigur auf dem Hefnersplatz (Aussehen fiktiv)

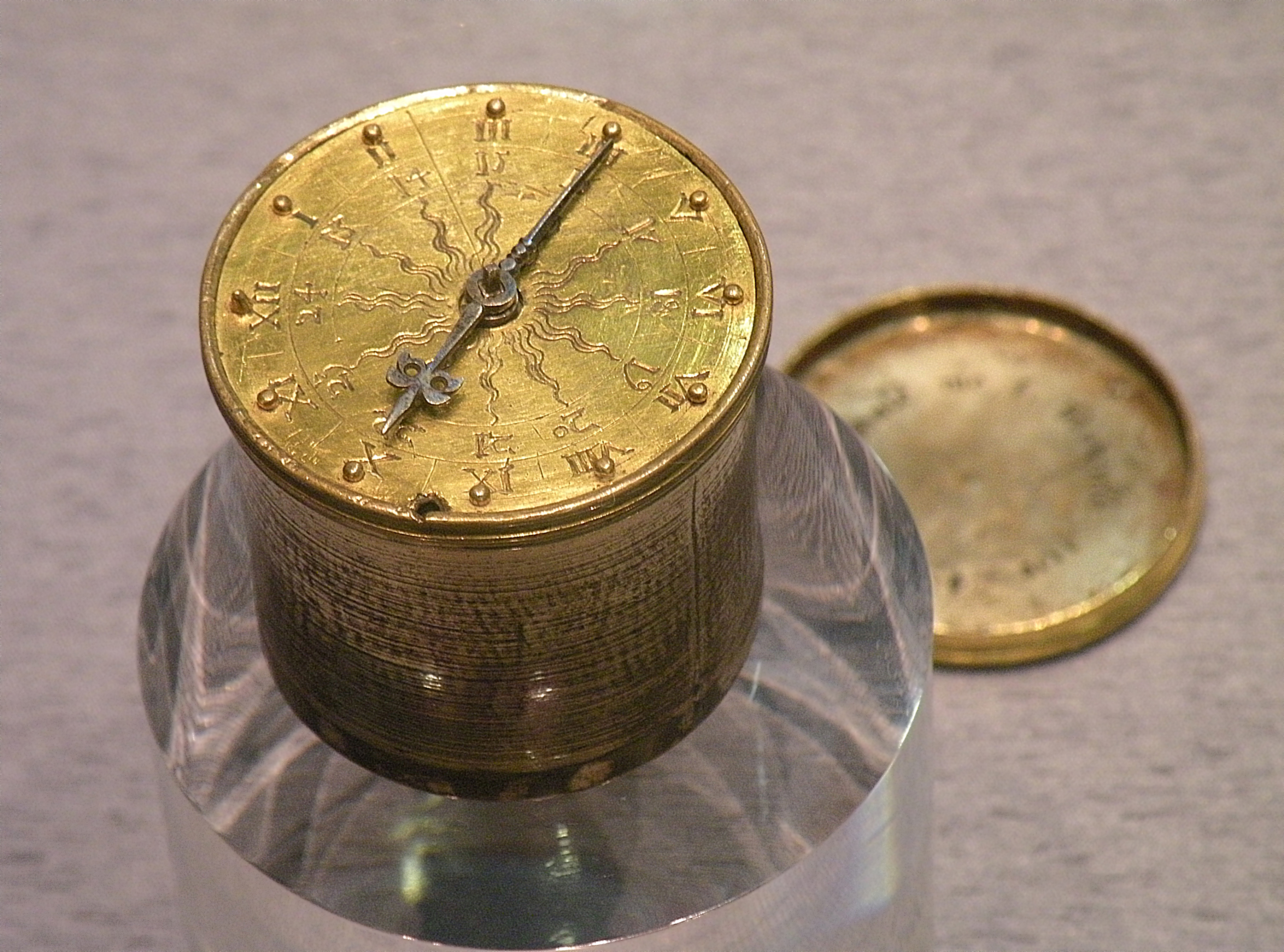
Dosenförmige tragbare Uhr, früher Peter Henlein zugeschrieben
(Germanisches Nationalmuseum)

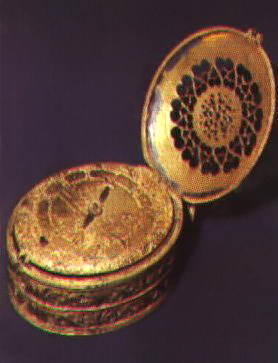
Das Nürnberger Ei, eine spätere Uhrenform, wurde fälschlicherweise mit Peter Henlein in Verbindung gebracht

Peter Henlein (* um 1479 oder um 1485 in Nürnberg; † August 1542 ebenda) war ein deutscher Schlossermeister, der als Uhrmacher tätig war. Ihm wird in Deutschland die Erfindung der am Körper tragbaren Uhr zugeschrieben.

## Leben
Über das Leben des aus einer Nürnberger Familie stammenden Peter Henlein ist nicht viel Sicheres bekannt. Sein Vater war der mit Barbara Henlein verheiratete Rotschmied Peter I. Henlein, ein Sohn des Rotschmieds und Büchsenmeisters Eberhard Heyllein († 1468). Bis etwa 1481 hatten Peter I. Henlein und dessen Familie ein Anwesen in der heutigen Tucherstraße 41.
Um 1495 war Peter Henlein Schlosserlehrling. Nachdem ein junger Nürnberger Schlossermeister bei einer Rauferei am 8. September 1504 zu Tode gekommen war, floh Henlein als Beteiligter in das Asyl des Barfüßerklosters (auf dem Gelände der heutigen Hypovereinsbank am Lorenzer Platz) und erhielt dort Klosterasyl. Etwa zwei Monate danach erhielt er freies Geleit. Es folgte ein vierjähriger Prozess, bei dem Henlein zu einer an die Kinder des Opfers zu zahlenden Strafe verurteilt wurde. Am 16. November 1509 wurde der Schlossergeselle Henlein dann Schlossermeister der Zunft in Nürnberg. Peter Henlein hatte einen Bruder namens Hermann, der wegen eines 1516 begangenen Mordes an einem achtjährigen Mädchen am Nürnberger Hauptmarkt (nahe dem heutigen Prantl-Stein) 1523 in Augsburg hingerichtet wurde (Beim Versuch, seinem Bruder im Prozess zu helfen, soll Peter Henlein selbst straffällig geworden sein. Auch 1529 wegen einer Schlägerei und 1530 kam er wieder mit dem Gesetz in Konflikt). Nach dem Tod seiner ersten Ehefrau, Kunigunde, heiratete Peter Henlein um 1520/1521 Margarethe († 1540). Nach Margarethes Tod heiratete er zum dritten Mal und ehelichte am 12. Oktober 1540 Walburga Schreyer. Henleins Nachbar, der Rotschmied bzw. Bronzegießer Peter Vischer der Ältere besaß drei Häuser im Katharinengraben. Henlein, der „urmacher auff S. Katharina Graben“, wohnte dementsprechend um 1522 als Besitzer eines hypothekbelasteten Hauses vermutlich in der heutigen Peter-Vischer-Straße (Nr. 19 oder 21). Henlein starb mit etwa 60 Jahren im Sommer (zwischen 31. Mai und 20. September laut Eintrag im Totengeläutbuch von St. Sebald) 1542.

## Henlein als Uhrmacher
Vor November 1511 stellte Henlein schon Kleinuhren aus Eisen her, „die überall hin mit genommen werden können“.
1512 wurde Peter Henlein von dem Humanisten Johannes Cochläus in dessen Kurzer Beschreibung Deutschlands (Brevis Germaniae descriptio) als Hersteller kleiner, tragbarer Räderuhren erwähnt; diese sollen 40 Stunden laufen, „auch wenn sie in einer Tasche in den Falten des Gewandes getragen werden“. Der Cochläus-Stelle nach galt Henlein als Erster in Deutschland, der am Körper tragbare Uhren realisierte.
Henleins tragbare Uhren hatten möglicherweise die Form eines Bisamapfels, welcher um 1500 sehr beliebt war. Darüber hinaus könnten sie auch dosenförmig gewesen sein. Erstmals dokumentiert ist eine Bisamapfeluhr Henleins um 1524 (Laut den Nürnberger Stadtakten erhielt er am 11. Januar 1524 15 fl. (Gulden) für einen „vergulten pysn Apffel für all Ding mit einem Oraiologium“). Es gibt die Vermutung, dass manche seiner tragbaren Uhren auch ein Schlagwerk hatten. Letzteres stützt sich auf eine Stelle in dem 1512 publizierten Geographiebuch von Cochläus (falls das lateinische ‚pulsant‘ mit ‚schlagen‘ zu übersetzen ist und nicht etwa mit ‚ticken‘). Diese Uhren sind nicht zu verwechseln mit den Nürnberger Eiern, einer Uhrenform, die erst nach Henleins Tod entstand. Ohnehin ist der Begriff eine Verballhornung des damals üblichen Begriffs für Ührlein.

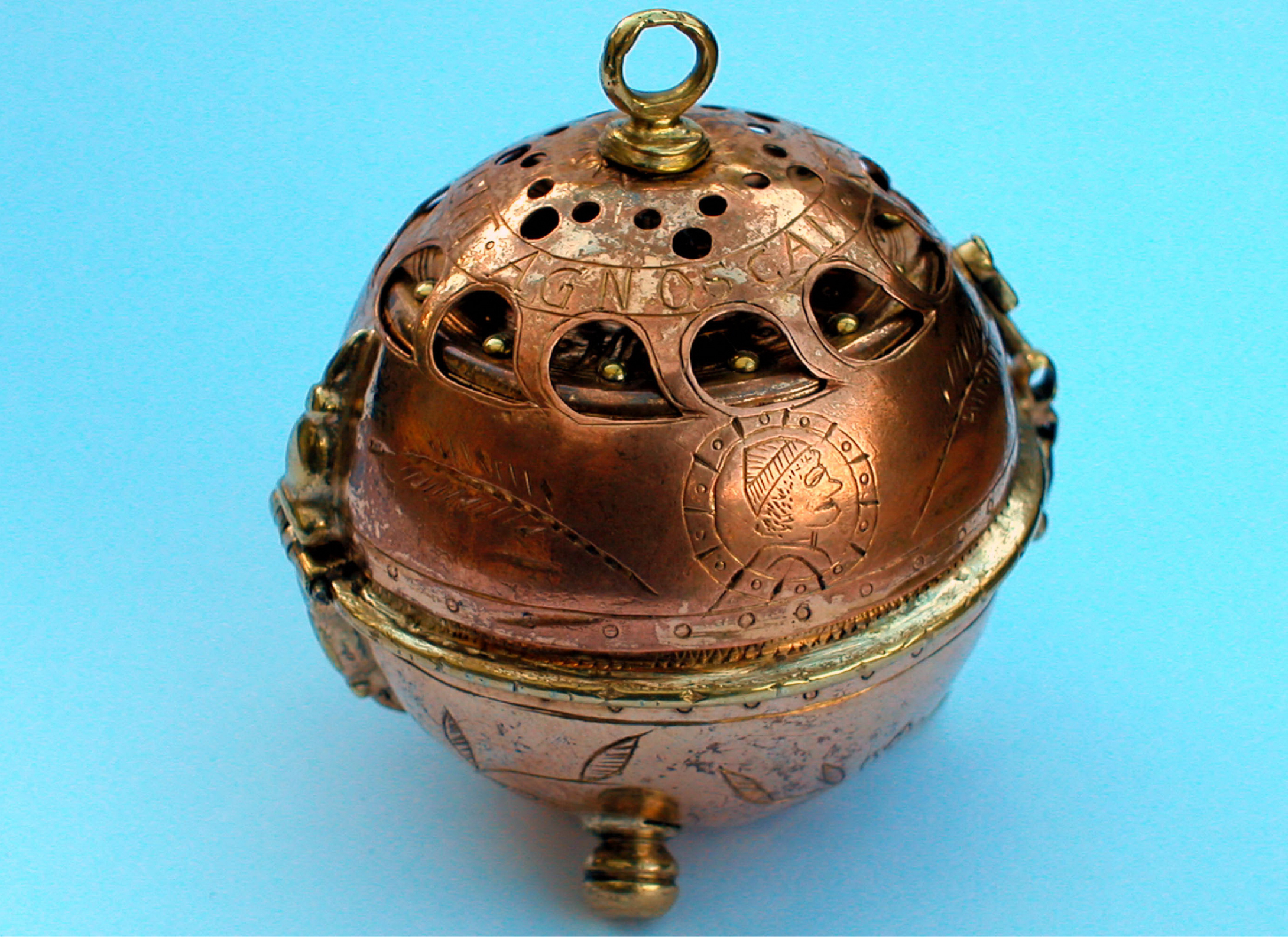
Wird Henlein zugeschrieben: pomander watch, 1505

Eine dosenförmige Uhr im British Museum in London kann ihm mit hoher Wahrscheinlichkeit zugeschrieben werden. Auch eine verschiedentlich im Internet präsentierte, 1987 wiederentdeckte und angeblich 1505 (römisch MDV) datierte Uhr in Bisamapfel-Gehäuse wird aufgrund des Monogramms PHN mit Henlein in Verbindung gebracht.

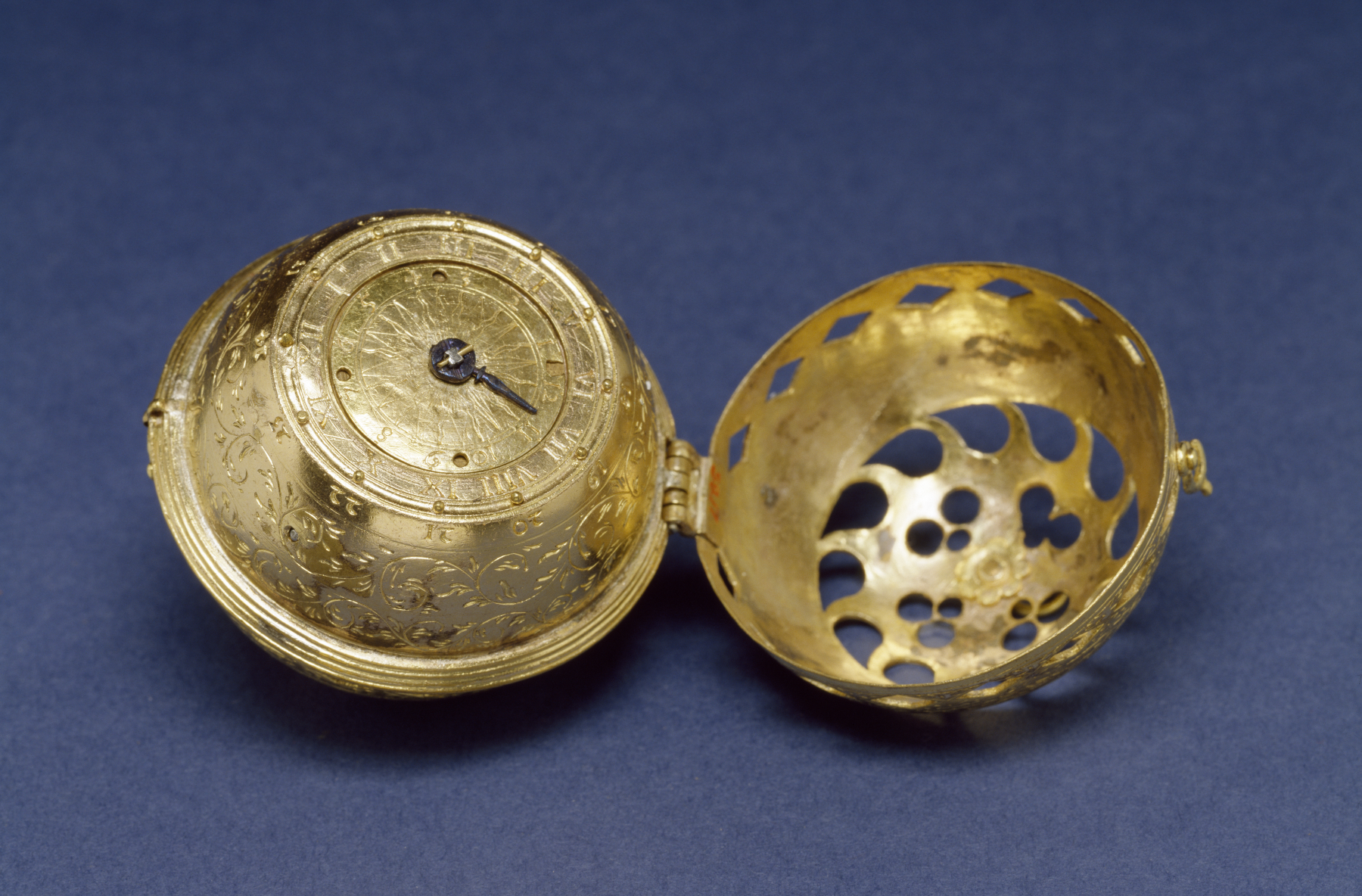
Taschenuhr im Walters Art Museum, Baltimore, 1530 im Besitz von Philipp Melanchthon, Henlein zugeschrieben

Während Erzeugnisse von seiner Hand nur schwer nachweisbar sind, ist Peter Henlein eine historische Persönlichkeit. Er stellte auch Großuhren her und brachte es zu hohem Ansehen und einigem Wohlstand. Als namhafter Uhrmacher und Uhrengutachter ist Henlein vor 1520 urkundlich nicht belegt. Unter seinen Kunden waren Fürsten wie Albrecht von Brandenburg (Ende 1529) und der von Henlein zwischen 1526 und 1542 mit Kleinuhren belieferte Mecklenburg-Schweriner Herzogshof in Schwerin. Nürnberger Stadtakten nennen Henlein ab den 1520er Jahren häufiger als Auftragnehmer und Zahlungsempfänger. Für ein „selbgeend arologium“, das mit einem Gehäuse versehen wurde, welches eine Person namens Richel silbervergoldet hatte, bekam Henlein im Januar 1525 sein Entgelt (Es handelte sich wahrscheinlich um eine Trommel- oder Dosenuhr).
Um 1535 reparierte Henlein das „Hörlein“ (ein Ührlein zur Dienstzeitkontrolle) in der Kanzlei des Rathauses von Nürnberg. In der zweiten Hälfte des Jahres 1541 erhielt Henlein den Auftrag, für die Nürnberger Herrschaft Lichtenau bei Ansbach eine große Turmuhr herzustellen und zu installieren.
Als Uhrengutachter war Henlein etwa Ende 1541 tätig, als er zur Kirchturmuhr in Hersbruck zu deren Umbau im Rahmen einer Kirchturmerhöhung zu Rate gezogen wurde.

## Rezeption
Für die Uhrmacherschaft des deutschen Sprachraums gilt Peter Henlein (genannt „Erfinder der Taschenuhr“) seit Jahrhunderten als historische Integrationsfigur von nationalem Rang, insbesondere in der Zeit des Nationalsozialismus. Der romantisierende Spielfilm Das unsterbliche Herz von Veit Harlan aus dem Jahre 1939 hat allerdings sehr zur Verwirrung beigetragen. In uhrengeschichtlicher Literatur des nicht-deutschsprachigen Auslands ist Henleins Name dagegen bis heute eher selten zu finden.
1979/1985 sorgte die Frage, welches der beiden geschätzten Geburtsjahre Henleins als Jubiläum zu feiern sei, für heftigen Streit zwischen Kunsthistorikern des Germanischen Nationalmuseums in Nürnberg und der deutschen Uhrmacherschaft. Im Zuge dieser Auseinandersetzung legte Jürgen Abeler unter dem Titel In Sachen Peter Henlein die erste umfassende und detailreiche Dokumentation zu Leben und Werk Peter Henleins vor, die den Wissensstand jener Zeit gut zusammenfasst. In den 1980er Jahren gelang zudem der Nachweis für Kontakte eines mecklenburgischen Auftraggebers zu Henlein. Eine Ausstellung im Germanischen Nationalmuseum in Nürnberg ging 2014/2015 den Fragen rund um Peter Henlein und frühen Taschenuhren nach – der Begleitband zur Ausstellung gibt die beste und fundierteste Zusammenfassung des heutigen Wissensstandes über Leben und Werk. Infolge der Ausstellung wurden in Schwerin zwei Briefe Peter Henleins gefunden, einer davon autograph. 2016 wurde sein wahrscheinliches Wohn- und Werkstatthaus in Nürnberg identifiziert.

## Denkmäler und Ehrungen

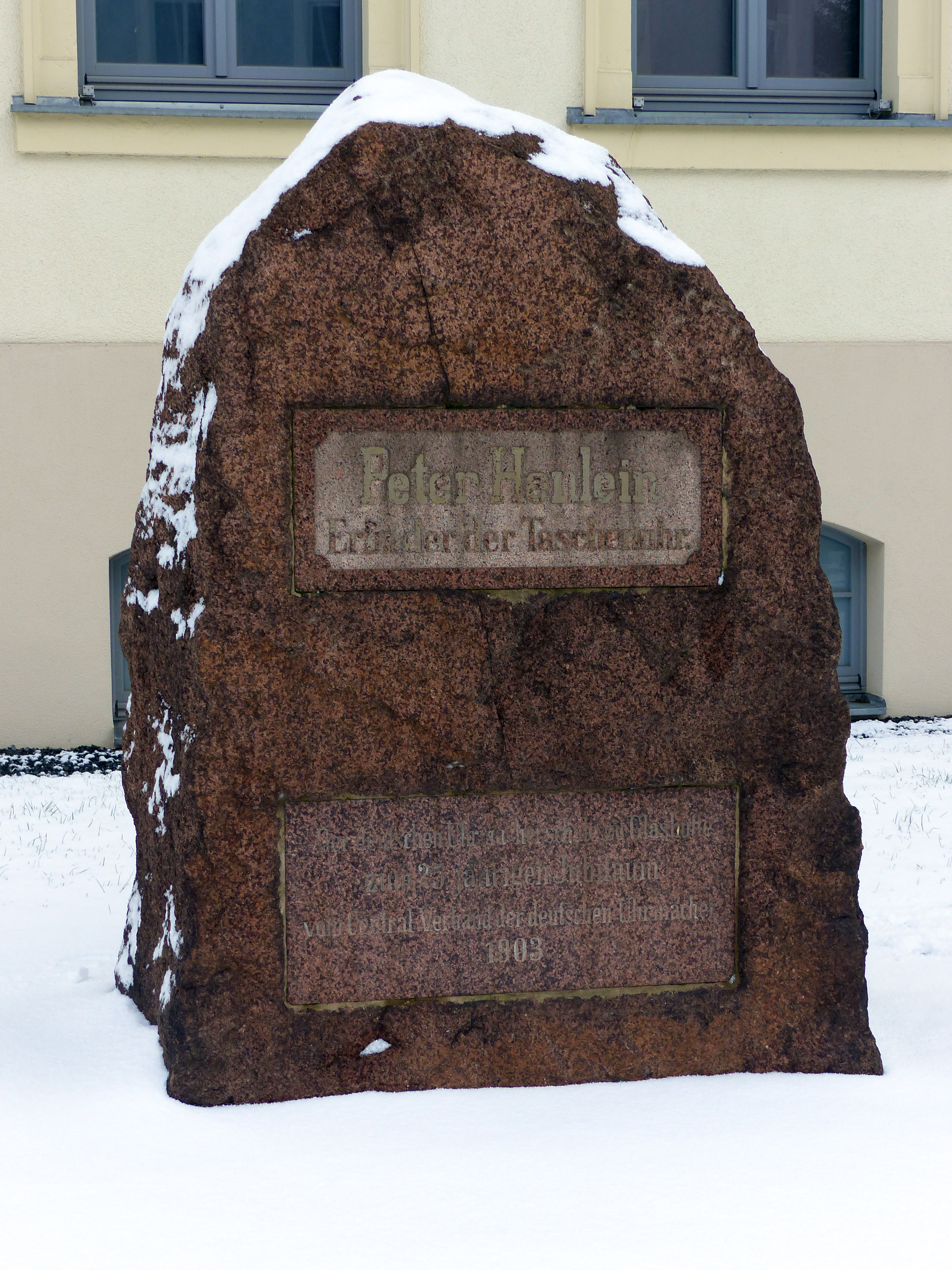
Peter-Henlein-Stein vor der Uhrmacherschule Glashütte

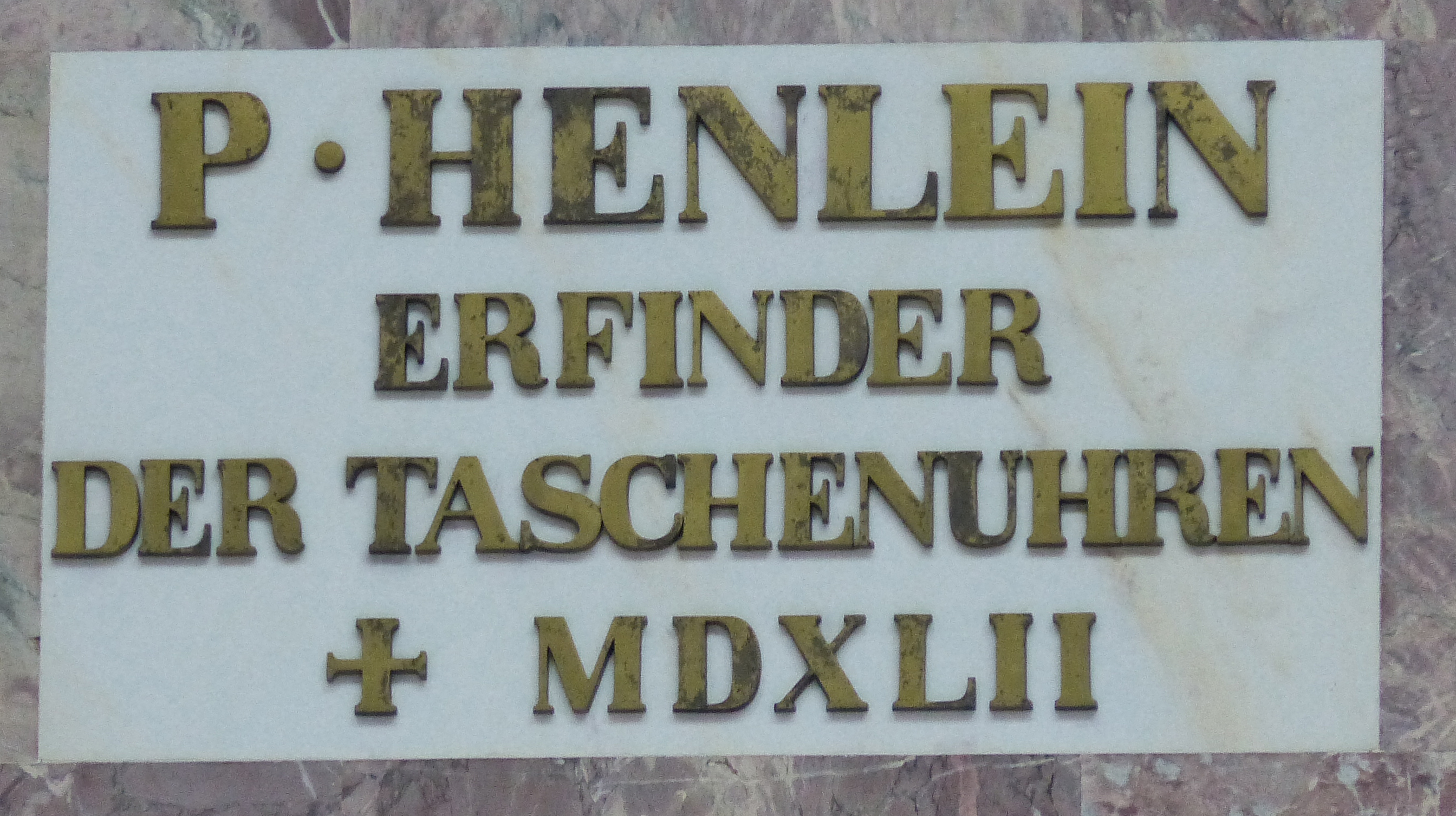
Henlein-Tafel in der Walhalla

In der Walhalla schließt die Erinnerungstafel mit „P. Henlein Erfinder der Taschenuhren †MDXLII“ die Reihe der 64 Gedenktafeln ab, die im Eröffnungsjahr 1842, auch sein 300. Todesjahr, für jene Personen angebracht wurden, für die keine Porträt-Vorlagen für die Anfertigung von Büsten verfügbar waren.
1903 wurde vor der Deutschen Uhrmacherschule Glashütte ein Peter-Henlein-Stein eingeweiht.
1905 entstand als Denkmal der Peter-Henlein-Brunnen mit Bronze-Standbild des Uhrmachers nach Entwurf des Bildhauers Max Meißner (Guss in der Kunstgießerei Lenz in Nürnberg). Standort des Denkmalbrunnens ist der Nürnberger Hefnersplatz in der Lorenzer Altstadt.
1995 wurde in Nürnberg die Peter-Henlein-Realschule nach dem Uhrmacher benannt.
Zahlreiche Straßen tragen seinen Namen; z. B. in Nürnberg, Amberg, Augsburg, Bad Kissingen, Bremen, Cuxhaven, Forchheim, Künzell, München, Regensburg, Schönwald im Schwarzwald, Goslar und Wesseling am Rhein.

## Peter Henlein in der Belletristik
- Wilhelm Noeldechen: Peter Hele, der Erfinder der Taschenuhren. Eine Erzählung für die Jugend und das Volk. Altenburg 1891.
- Maren Winter: Der Stundensammler. Roman. Wilhelm Heyne Verlag, München 2004, ISBN 3-453-40146-8. Vgl. dazu die Rezension von Hartmut Frommer in Mitteilungen des Vereins für Geschichte der Stadt Nürnberg. Band 96, 2009, S. 358–361.
- Hans Dominik: Das ewige Herz, Meister Peter Henleins Nürnberger Oerlein Wilhelm Limpert-Verlag Berlin 1942